# Барон, Арон Давидович
Аро́н Дави́дович Ба́рон (1 июля 1891, село Гнилец, Киевская губерния — 12 августа 1937, Тобольск) — русский революционер, анархо-синдикалист, один из основателей организации «Набат». Известен также, как Факторович (или в искажённой форме — Канторович). Литературный псевдоним — Полевой.
Брат анархиста, затем большевика, Михаила Барона.

## Из Киева в Чикаго
В 1906 году А. Д. Барон арестован за участие в стачечном движении Киевского союза пекарей, в 1907 сослан в Сибирь, откуда бежал в США.
В США вместе с женой участвовал в анархо-синдикалистском движении. С 1912 — член Индустриальных рабочих мира. Поддерживал отношения с профсоюзными и анархическими организациями, еврейскими и американскими. В Чикаго в 1915 году вместе с Люси Парсонс редактировал газету «Alarm» («Набат»). Во время выступления безработных (в начале 1915) Барон, вместе с женой, шёл в первых рядах демонстрантов и принимал непосредственное участие в столкновениях с полицией, во время которых был жестоко избит. За время пребывания в США несколько раз находился под краткосрочным арестом.

## Из Чикаго в Киев
В июне 1917 Арон с женой Фаней вернулись в Киев и погрузились в общественно-политическую жизнь. Профсоюз пекарей выдвинул кандидатуру Барона в Киевский Совет рабочих депутатов.
В июле 1918 он в Курске, где работает над созданием инициативной группы «Набат», которая имела целью объединение всех украинских анархистов. Плодотворно сотрудничает с анархистскими группами и с осени 1918 редактирует газету «Набат».
По инициативе Барона в Курске с 12 до 16 ноября 1918 состоялась Учредительная конференция Конфедерации анархистов Украины (КАУ) «Набат», одним из лидеров и идеологов которой Барон оставался до конца 1920 года.

## При советской власти
В январе 1919 вместе с советскими войсками входит в Харьков, в феврале — в Екатеринослав.
Везде, где только может, создаёт анархистские группы КАУ, что в конце концов приводит к его аресту. 8 февраля 1919 Екатеринославская ЧК арестовывает Барона на несколько суток за лекцию «Анархизм и Советская власть».
После освобождения, 12—16 февраля 1919, Барон участвует во 2-м районном съезде Советов Гуляйпольского района, на котором призывает к созданию беспартийных Советов. После съезда отбыл в Киев, где в начале апреля вновь был арестован ЧК.
На 1-м съезде Конфедерации анархистов Украины, который проходил в Елизаветграде с 2 по 7 апреля 1919, заочно избран в Секретариат.
С апреля 1919 — в Одессе, где издаёт русскоязычную газету «Одесский набат». Последней газетой становится выпуск № 7 от 16 июня 1919. Точку в деятельности Барона в Одессе поставила советская власть, запретив публикацию газету Одесской Федерации Анархистов.
С июня 1919 — в Москве. В начале октября Барон вновь попадает за решетку — на этот раз по подозрению в причастности к взрыву здания Московского комитета РКП(б) в Леонтьевском переулке. В тюрьме он становится одним из инициаторов создания следственной комиссии, созданной из арестованных легальных анархистов, которая пыталась расследовать обстоятельства взрыва. В ноябре 1919, после доказательства его непричастность к совершённому преступлению, тяжело больного тифом Арона Барона выпускают из тюрьмы.
В начале 1920 года Барон возвращается в Харьков, участвует в феврале и в апреле в подпольных конференциях КАУ. В мае избран представителем Секретариата «Набат» в Совете революционных повстанцев при повстанческой армии махновцев (РПАУ). По словам Ицхака Тепера, в июне Барон ведёт переговоры с Махно о создании безвластной территории (анархической республики) на территории Крыма. Вместе с Яковом Суховольским и Виктором Белашём выступает за создание Комиссии по антимахновским делам (КАС) — своего рода контрразведки в рядах РПАУ. Летом входит в редакцию газеты «Повстанец», издаваемую культурно-просветительской комиссией, и пытается распространить влияние Секретариата Конфедерации «Набат» на повстанцев Гуляйпольской и Новоспасовской групп анархистов, что становится причиной конфликта с Махно, в результате которого Барон в августе 1920 года покидает РПАУ.
В сентябре 1920 года он перебирается в Москву, где оказывается под арестом. В начале октября выходит из тюрьмы благодаря военно-политическому соглашению между махновцами и советской властью.
Возвращается к сотрудничеству с РПАУ: с 1 ноября работает в газете «Голос махновца», выступает в Харькове на заводах и фабриках, становится основателем анархо-синдикалистских профессиональных союзов, и занимается планированием всеукраинского анархического съезда, которому не суждено было состояться. В ночь на 26 ноября 1920 были арестованы сотни анархистов, в том числе Барон и редакция «Голоса махновца».

## Аресты
После ареста в ноябре 1920 года в Харькове, А. Д. Барон долгие месяцы оставался в заключении. В начале 1921 года, его вместе с другими анархистами отправляют в Москву. С апреля он находится под стражей в Орловском централе. В ноябре 1922 года его отправляют обратно в Харьковскую тюрьму.
Вскоре Барон освобождён, но уже 18 декабря 1922 снова арестован и 5 января 1923 отправлен отбывать двухлетнее наказание, сначала в Пертоминском и Кемском лагерях, а впоследствии — на Соловках. Протестуя против лагерного образа жизни, введённого администрацией, в июне 1923 года Барон пытался свести счёты с жизнью самосожжением.
В январе 1925 года, постановлением Особого совещания при Коллегии ОГПУ, Барона высылают на три года в Новониколаевск (ныне — Новосибирск). После окончания срока ссылки — новое наказание: высылка в Ташкент сроком на три года.
Когда в 1931 году А. Д. Барон вернулся из Средней Азии в европейскую часть СССР, ему было запрещено проживание в крупных городах, поэтому он устроился работать в Воронеже экономистом местного энерготреста. Но уже 27 января 1934 снова арест: на этот раз по приговору от 14 мая 1934 — три года ссылки.
В Тобольске Барон работал плановиком в местном торге. Там же 20 марта 1937 состоялся последний в его жизни арест. 5 августа 1937 года тройкой Омского управления НКВД он был приговорён к смертной казни, а 12 августа 1937 — расстрелян в Тобольске.
Реабилитирован 8 февраля 1957 года.